# Agelina punctata
Agelina punctata är en insektsart som beskrevs av Paul W. Oman 1938. Agelina punctata ingår i släktet Agelina och familjen dvärgstritar. Inga underarter finns listade i Catalogue of Life.